# Nude
A Nude a Camel angol progresszív rockegyüttes 1981-ben kiadott koncepcióalbuma, illetve a nyolcadik nagylemeze. A Nude egy japán katona, Onoda Hiroo igaz történetén alapul, aki egy szigeten rekedt a második világháború alatt és nem tudja, hogy a háború véget ért. Az album dalszövegét nagyrészt Susan Hoover írta, kivéve a "Please Come Home" című számot, melynek szerzője Andrew Latimer. 
Ez volt az utolsó album, melyen Andy Ward dobos játszik.

## Az album dalai
Első oldal
1. "City Life" (Andrew Latimer, Hoover) – 4:41
2. "Nude" (Latimer) – 0:22
3. "Drafted" (Latimer, Hoover) – 4:20
4. "Docks" (Latimer, Kit Watkins) – 3:50
5. "Beached" (Latimer) – 3:34
6. "Landscapes" (Latimer) – 2:39

Második oldal
1. "Changing Places" (Latimer) – 4:11
2. "Pomp & Circumstance" (Latimer) – 2:05
3. "Please Come Home" (Latimer) – 1:12
4. "Reflections" (Latimer) – 2:39
5. "Captured" (Latimer, Jan Schelhaas) – 3:12
6. "The Homecoming" (Latimer) – 2:49
7. "Lies" (Latimer, Hoover) – 4:59
8. "The Last Farewell"
  - "The Birthday Cake" (Latimer) – 0:30
  - "Nude's Return" (Latimer) – 3:42

## Közreműködők
Camel
- Andrew Latimer – gitár, ének, fuvola, koto & billentyűs hangszerek
- Colin Bass – basszusgitár, ének
- Andy Ward – dob, ütőhangszerek

Egyéb zenészek
- Mel Collins – fuvola, pikolófuvola, szaxofon
- Duncan Mackay – billentyűs hangszerek
- Jan Schelhaas – zongora a "The Last Farewell" című dalon
- Chris Green – cselló
- Gasper Lawal – ütőhangszerek a  "Changing Places" című dalon
- Herbie Flowers – tuba

Produkció
- Tony Clark - hangmérnök
- Mayblin/Shaw/Munday - borító